# Ivan Santini
Ivan Santini (hr [ǐʋan santîːni]; n. 21 mai 1989) este un fotbalist profesionist croat care joacă pe postul de atacant pentru clubul belgian Anderlecht.

## Cariera pe echipe
Ivan Santini, născut la Zadar, a jucat pentru echipele de tineret din orașul său natal, până în vara anului 2006, când s-a transferat la Inter Zaprešić, cu care a semnat primul său contract și a jucat primele sale meciuri ca fotbalist profesionist, marcând un gol. În următorul sezon a ajuns la Red Bull Salzburg, jucând pentru echipa de tineret a austriecilor.
El și-a făcut debutul în 2. Bundesliga pentru Ingolstadt pe 8 martie 2009, când a intrat de pe banca de rezerve în minutul 72 într-un meci împotriva TSV 1860 München și a marcat primul său gol. Din 2009 până în 2012, a jucat pentru Zadar. La 31 ianuarie 2012, Santini a fost împrumutat de Freiburg pentru șase luni, cu o clauză prin care Freiburg putea să-l cumpere definitiv.
În iunie 2013, a semnat un contract pentru cu Kortrijk.
La 18 iunie 2015, Santini a fost cumpărat de Standard Liège pentru 2 milioane de euro, semnând un contract pe un contract de patru ani.
La 3 august 2016, Santini a fost transferat de Caen pentru 2 milioane de euro, semnând un contract pe trei ani. În ianuarie 2017 a devenit primul jucător croat după Dado Pršo care a înscris cel puțin 10 goluri în Ligue 1.

### Anderlecht
La 3 iulie 2018 a fost achiziționat de Anderlecht pentru 3 milioane de euro, cu jucătorul semnând tot un contract pe trei ani. A debutat pe 13 iulie 2018 într-un meci amical împotriva lui Ajax și a marcat două goluri. În debutul său oficial, la 28 iulie 2018, a marcat un hat-trick împotriva fostului său club Kortrijk. La 5 august 2018, a marcat al doilea hat-trick al sezonului împotriva lui Oostende. La 12 august 2018, a marcat al doilea gol într-o victorie împotriva lui Charleroi scor 1-2.

## Cariera la națională
În luna mai 2018 a fost numit în lotul de 32 de jucători al Croației pentru Campionatul Mondial din 2018 din Rusia, dar nu a fost păstrat în lotul de 23.

## Titluri

### Club
Inter Zaprešić
- Druga HNL: 2006-2007

Standard Liege
- Cupa Belgiei: 2015-2016

### Individual
- Jucătorul anului în Prva HNL: 2010-2011